# Bālā Sang Rīzeh
Bālā Sang Rīzeh (persiska: بالا سنگ ريزه) är en ort i Iran.   Den ligger i provinsen Mazandaran, i den norra delen av landet, 170 km nordost om huvudstaden Teheran. Bālā Sang Rīzeh ligger 47 meter över havet och antalet invånare är 746.
Terrängen runt Bālā Sang Rīzeh är platt åt nordväst, men åt sydost är den kuperad. Runt Bālā Sang Rīzeh är det ganska tätbefolkat, med 111 invånare per kvadratkilometer. Närmaste större samhälle är Sari, 3,2 km norr om Bālā Sang Rīzeh. I omgivningarna runt Bālā Sang Rīzeh växer i huvudsak blandskog.